# Anthomuda hapla
Anthomuda hapla är en kräftdjursart som först beskrevs av Brian Frederick Kensley 1980.  Anthomuda hapla ingår i släktet Anthomuda och familjen Antheluridae. Inga underarter finns listade i Catalogue of Life.